# Dekanat Buda-Północ
Dekanat Buda-Północ – jeden z 16 dekanatów rzymskokatolickiej archidiecezji ostrzyhomsko-budapeszteńskiej na Węgrzech. 
Według stanu na kwiecień 2018 w skład dekanatu Buda-Północ wchodziło 13 parafii rzymskokatolickich. 

## Lista parafii
W skład dekanatu Buda-Północ wchodzą następujące parafie:
1. Parafia św. Elżbiety w Budapeszcie-Alsóvíziváros
2. Parafia św. Anny w Budapeszcie-Szentendre
3. Parafia św. Jana Chrzciciela w Budapeszcie
4. Parafia św. Władysława w Budapeszcie-Istenhegy
5. Parafia Najświętszej Maryi Panny w Budapeszcie
6. Parafia Pierwszych Męczenników w Budapeszcie
7. Parafia św. Antoniego Padewskiego w Budapeszcie-Pasarét
8. Parafia Nawiedzenia Najświętszej Maryi Panny w Budapeszcie-Pesthidegkút-Ofalu
9. Parafia Ducha Świętego w Budapeszcie-Remetekertváros
10. Parafia Najświętszego Serca Jezusowego w Budapeszcie-Széphalm
11. Parafia Najświętszego Serca Jezusowego w Budapeszcie-Városmajor
12. Parafia Świętej Rodziny w Budapeszcie-Zugliget
13. Parafia Wniebowzięcia Najświętszej Maryi Panny w Nagykovács